# Корнель Осира
Корнель Осира (пол. Kornel Osyra, нар. 22 квітня 1994, Бжеґ-Дольний, Польща) — польський футболіст, захисник футбольної команди «П'яст» із міста Гливиць.
29 липня 2012 року уклав угоду з командою та приєднався до основного складу.